# Torre del Portitxol
|  | Aquest article tracta sobre una torre de l'Alguer. Vegeu-ne altres significats a «Portitxol». |

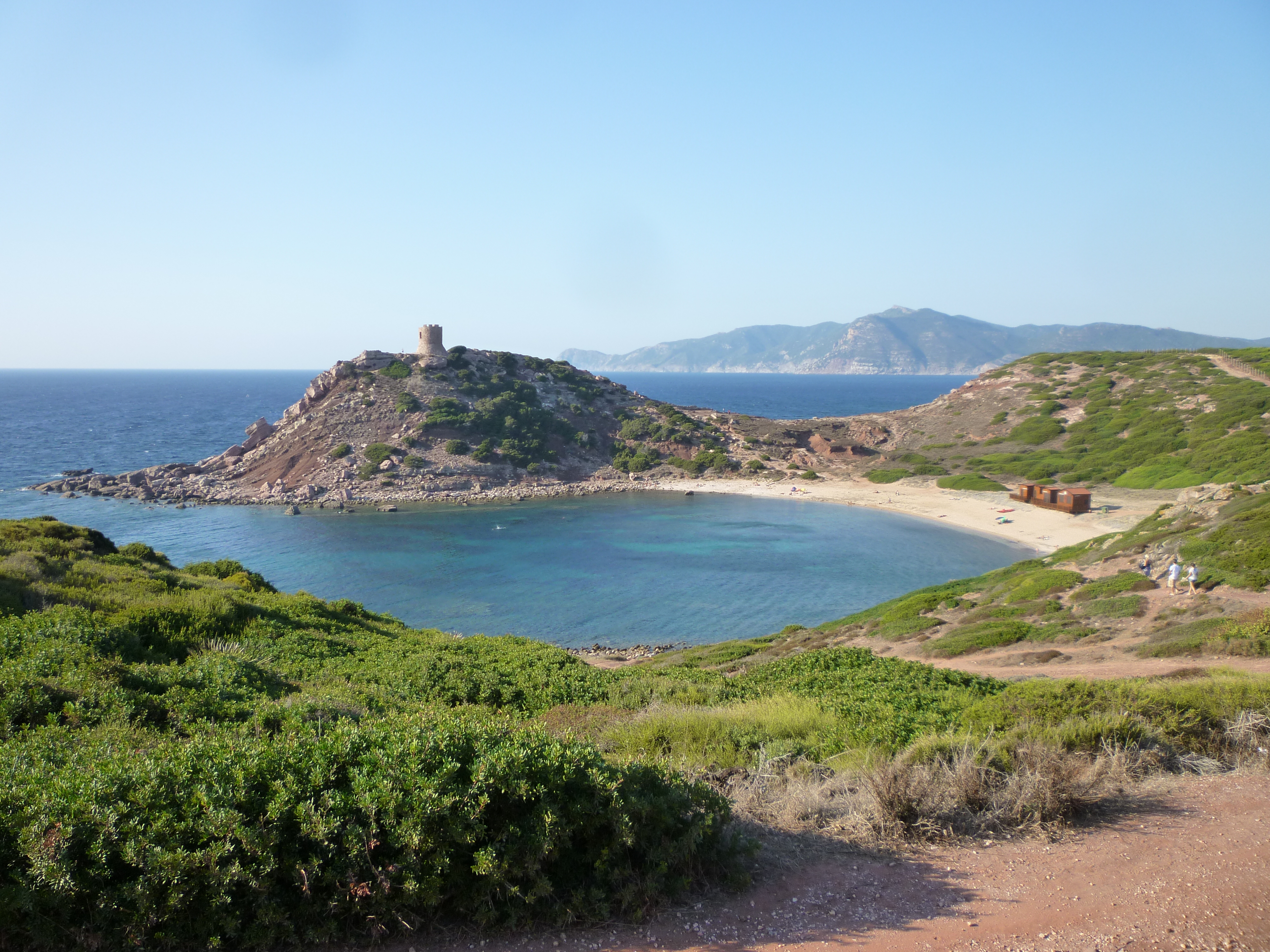
Torre i platja del Portitxol

La torre del Portitxol (en italià: torre del Porticciolo) és una torre de guaita situada als afores de l'Alguer, a prop de la platja del Portitxol.
Fou construïda en la segona meitat del segle xvi pels coralers de l'Alguer. El 1572, a la torre hi havia dues peces d'artilleria amb tres homes per custodiar els vaixells. La torre és de forma cilíndrica i es troba sobre un turó a 48 m per sobre del nivell del mar. La torre té una alçada de 10,60 m, té una visibilitat de fins a 25 km i estava visualment en contacte amb altres torres properes. Actualment no és visitable.
Forma part del Parc Natural del Port del Comte i de l'Àrea natural marina protegida del Cap de la Caça - Illa Plana.
A la primavera del 2009 es va renovar completament.